# Roodkopklauwier
De roodkopklauwier (Lanius senator) is een zangvogel uit de familie klauwieren (Laniidae). De wetenschappelijke naam van de soort werd in 1758 gepubliceerd door Carl Linnaeus.

## Kenmerken
Het volwassen mannetje heeft een roodbruine kap tot op het achterhoofd. Hij heeft een zwarte band door de ogen. Zijn buik is wit en de mantel is zwart. De opvallende witte vlek op de vleugel is goed te zien in de vlucht. In vlucht is er op de staart een zwarte vlek te zien met witte randen. Er is een oranje vleem onder de vleugel. Het vrouwtje ziet er hetzelfde uit als het mannetje, alleen heeft zij een iets lichtere kap.
- Lengte: 17-19 cm
- Gewicht: 25-35 g

## Leefwijze
Het voedsel bestaat uit (grote) insecten, jonge muizen, hagedissen en zelfs kleine vogels.

## Voortplanting
Het legsel bestaat uit vijf tot zes lichtgroene tot geelbruine eieren met grijze ondervlekken en grijsbruine of bruingroene vlekjes, die in een nest hoog in de bomen worden gelegd.

## Verspreiding en leefgebied
De vogel komt voor als broedvogel in Zuid-Europa, het Midden-Oosten en Noordwest Afrika. De roodkopklauwier is een trekvogel, de broedvogels uit Europa trekken in het najaar naar Afrika. De roodkopklauwier komt voor bij boomgaarden en in open terrein met hier en daar verspreide bosjes.
Er worden vier ondersoorten onderscheiden:
- L. s. senator – centraal en zuidelijk Europa en noordelijk Afrika
- L. s. badius Hartlaub, 1854 – de westelijke mediterrane eilanden
- L. s. niloticus (Bonaparte, 1853) – van Cyprus en zuidelijk Turkije tot Iran

## Status
De roodkopklauwier heeft een groot verspreidingsgebied en daardoor alleen al is de kans op de status kwetsbaar (voor uitsterven) gering. De grootte van de populatie werd in 2021 geschat op 6 tot 10 miljoen individuen. Deze klauwier gaat in aantal snel achteruit met een tempo van naar schatting 25% in tien jaar. Om deze redenen staat de roodkopklauwier als gevoelig op de Rode Lijst van de IUCN.

### Status in Nederland en België
De roodkopklauwier was tot 1957 een zeer zeldzame broedvogel in Nederland. De laatste broedgevallen waren in Zuid-Limburg. In België was deze klauwier nog broedvogel tot in 1997 (18 broedgevallen tussen 1967 en 1997). Daarnaast zijn er 81 losse waarnemingen in Nederland tussen 1957 en 1996. Volgens SOVON is het nu een zeldzame vogel die vooral in april tot juni wordt gezien. De roodkopklauwier is in 2004 als verdwenen als broedvogel op de Nederlandse rode lijst gezet. De soort staat als zeldzaam op de Vlaamse rode lijst.

## Afbeeldingen

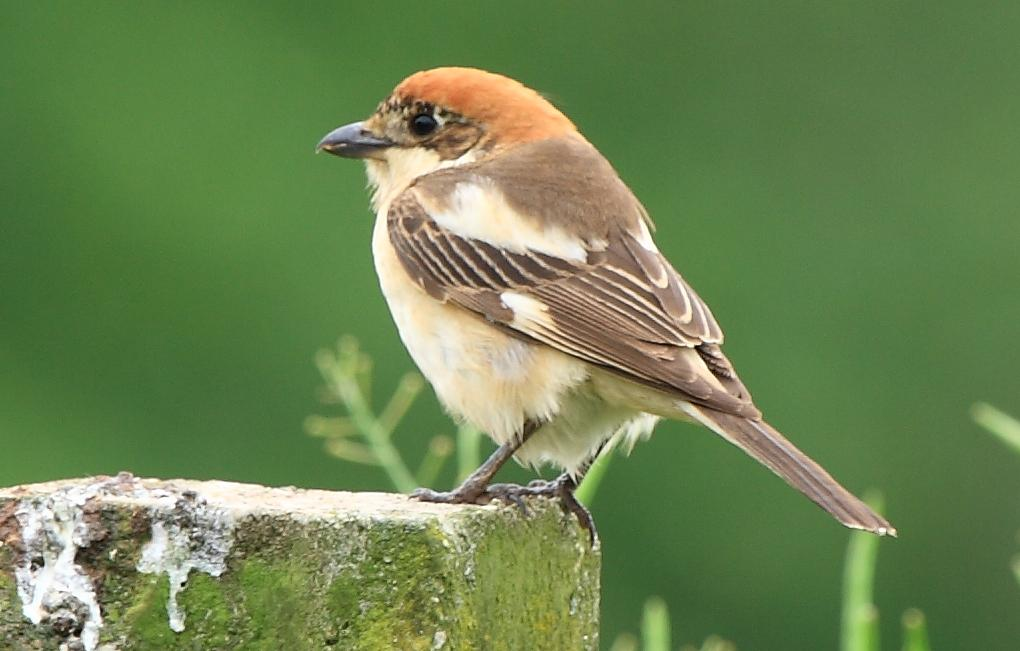
Vrouwtje
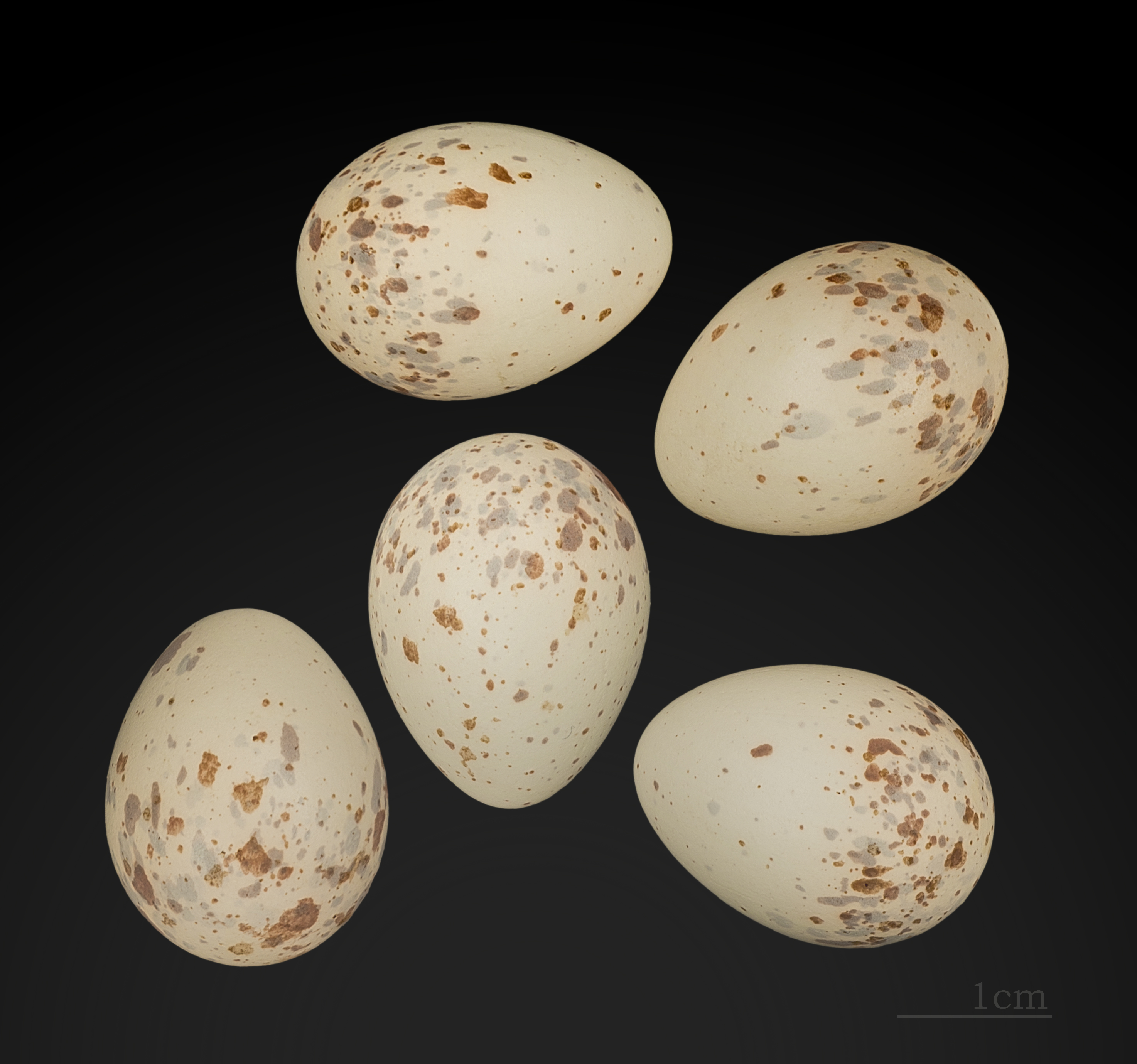
Eieren

## Video
- Een roodkopklauwier op Texel